# パブロフ山

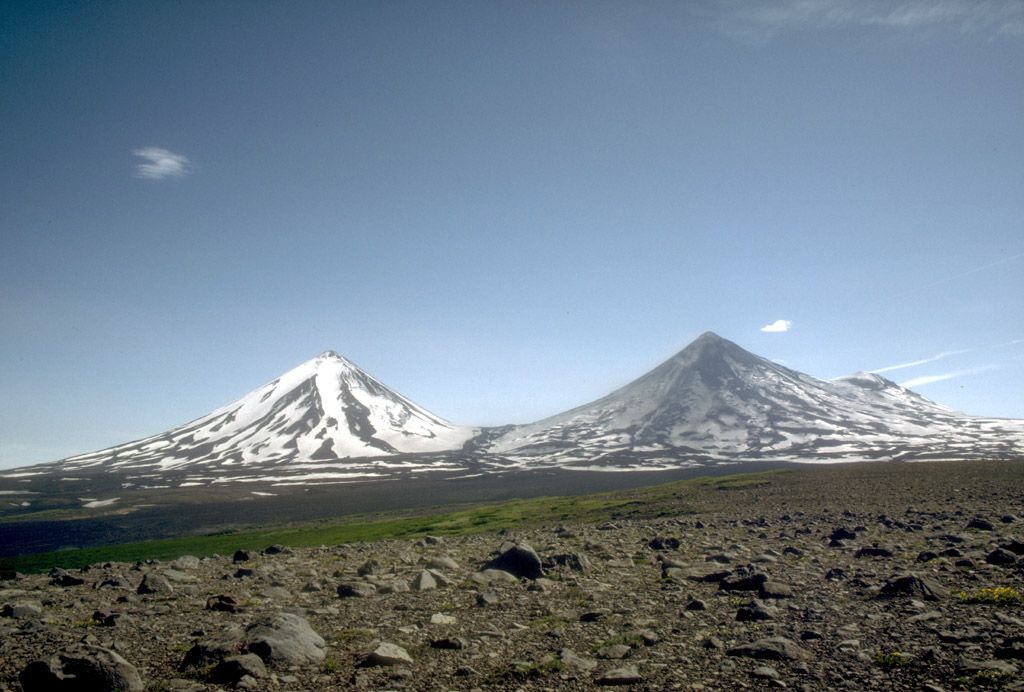
パブロフシスター山（左）とパブロフ山（右）

パブロフ山（パブロフさん、英: Mount Pavlof) は、アメリカ合衆国・アラスカ州南部にある標高2,518mの富士山に似た円錐形の活火山である。アンカレッジの南西約950km、アラスカ半島南部に位置する。環太平洋火山帯の一部を成す。

## 噴火歴
1980年、1981年、1983年、1986年–1988年、1996年–1997年、2007年8月15日-9月13日に噴火した記録がある。
- 2013年
  - 5月13日、噴火。19日には火山灰が上空6,000m近くにまで達した[2]。
- 2014年
  - 5月30日、噴火。6月2日には火山灰が上空7,000mに達した。
  - 11月12日、噴火。地震活動も活発化し、山頂北側で数日間にわたり溶岩噴泉を確認。15日には噴煙が上空9,000mに到達[3]。
- 2016年
  - 3月27日、噴火。翌28日には噴煙が上空11,000mに達し、付近を運航する一部の便に欠航が出るなど影響が出た[4]。

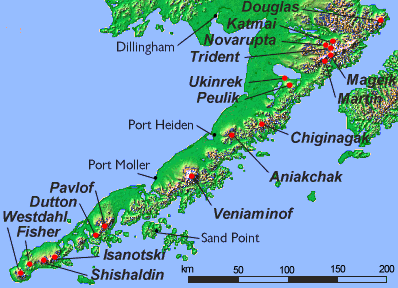
パブロフ山の位置（アラスカ半島）
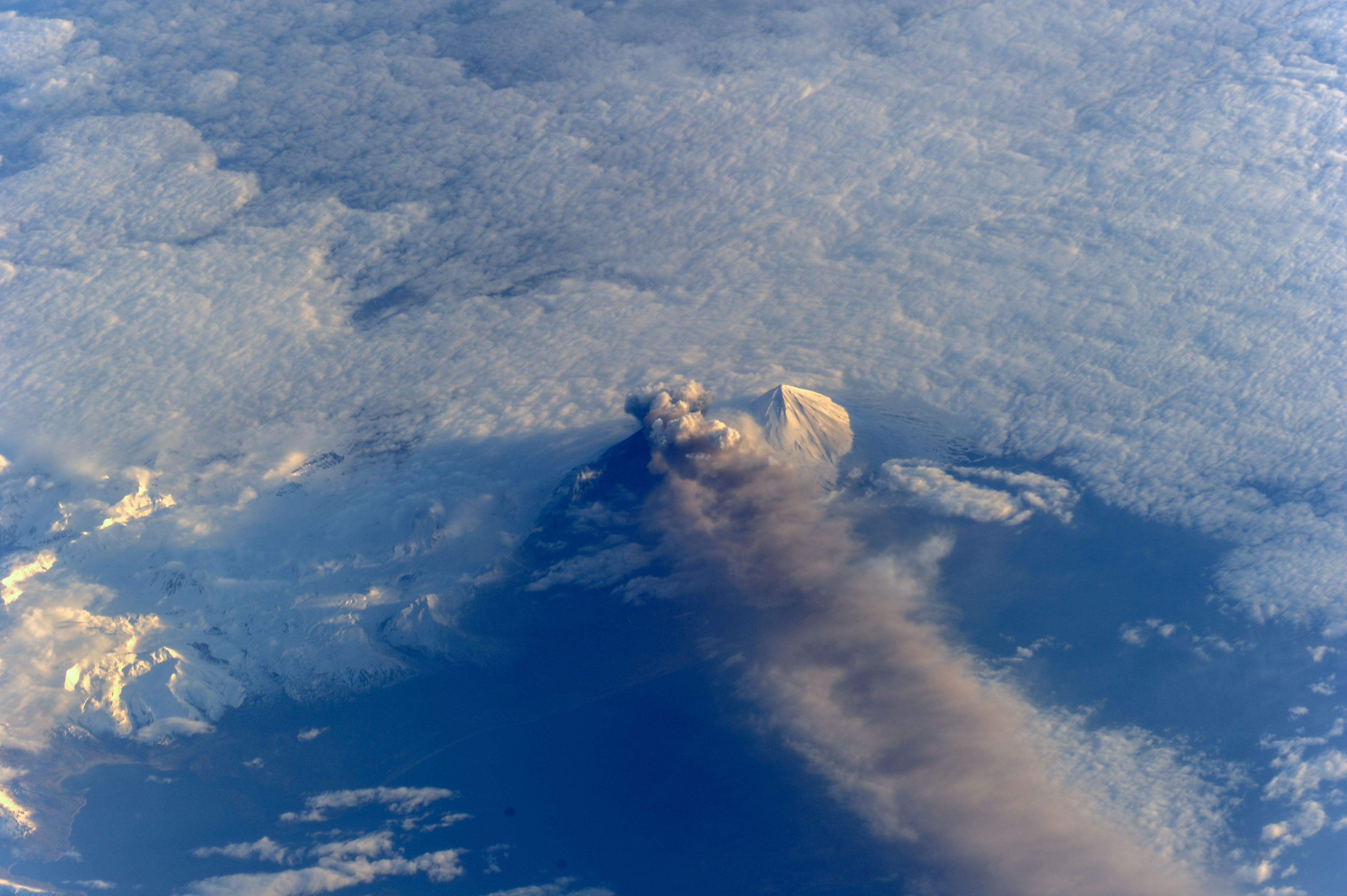
パブロフ山の噴火、2013年5月18日